# Brodecký jazykový ostrov
Brodecký (též Konický) jazykový ostrov, německy Sprachinsel Deutsch-Brodek-Wachtl, byla malá moravská německojazyčná enkláva na Prostějovsku, kulturně spjatá s blízkým Hřebečskem. Nacházela se jihozápadně od Konice, v náhorní oblasti na severním okraji Drahanské vrchoviny.
Roku 1938 se tato oblast stala součástí území odstoupených Německu, jako dlouhý výběžek od Chornic k Brodku, a byla začleněna do Říšské župy Sudety, vládního obvodu Opava, okresu Moravská Třebová. Po druhé světové válce byli zdejší Němci vesměs vysídleni a jazykový ostrov zanikl.

## Obce
Ostrov tvořily tyto vesnice:
- Brodek u Konice (Deutsch-Brodek)
- Dešná (Döschna) – dnes srostlá s Brodkem
- Labutice (Schwanenberg)
- Lhota u Konice (Öhlhütten)
- Runářov (Runarz)
- Skřípov (Wachtl)